# Bradarac (Požarevac)
Bradarac (em cirílico:Брадарац) é uma vila da Sérvia localizada no município de Požarevac, pertencente ao distrito de Braničevo, na região de Braničevo. A sua população era de <<nº habitantes>> habitantes segundo o censo de 2002.

## Demografia
| 1948  | 1953  | 1961  | 1971  | 1981  | 1991  | 2002 |
| ----- | ----- | ----- | ----- | ----- | ----- | ---- |
| 1 104 | 1 206 | 1 209 | 1 256 | 1 191 | 1 106 | 874  |